# Seznam nemških poslovnežev
Seznam nemških poslovnežev.

## A
- Theo Albrecht

## B
- Wilhelm Wolff Beer
- Carl Friedrich Benz
- Bertha Benz
- Carl F. W. Borgward

## D
- Gottlieb Daimler
- Adam Delius

## E
- Curt Engelhorn

## F
- August von Finck
- Friedrich Karl Flick
- Johann Heinrich Franck

## G
- Josef Groll
- Max Grundig

## H
- Hanswilhelm Haefs (1935 - 2015)
- Ernst Hanfstaengl
- Erivan Haub
- Rainer Hertrich
- Michael Herz

## J
- Emil Jellinek-Mercedes

## K
- Max Keith
- Karl-Heinz Kipp
- Susanne Klatten
- John Kluge
- Hans Kohlhase
- družina Krupp
- Wilhelm Kuczynski

## L
- Eugen Langen
- Ernst Litfaß
- Lueg
- Lueger

## M
- Conrad Dietrich Magirus
- Wilhelm Maybach
- Adolf Merckle
- Wilhelm Messerschmitt
- Reinhard Mohn
- Werner Müller (1946-2019)

## O
- August Oetker
- Adam Opel
- Georg Adolf Carl Opel
- Carl Opel
- Sophie Opel
- Michael Otto
- Niklaus Otto

## P
- Justus Perthes
- Anton Piëch (Avstrijec)
- Hasso Plattner
- Karl Otto Pöhl
- Ferdinand Porsche
- Ferry Porsche

## Q
- Günther Quandt
- Herbert Werner Quandt
- Johanna Quandt
- Stefan Quandt

## R
- Walter Rathenau (1867–1922)

## S
- Georg Schaeffler
- Rainer Schaller
- Oskar Schindler
- Anton Schlecker
- Hanns Martin Schleyer (1915–1977)
- Klaus Schwab?
- Ernst Werner von Siemens
- Heinrich Strasser

## T
- Albert von Thurn und Taxis
- Klaus Tschira

## W
- Alexander von Wacker
- Reinhold Würth

## Z
- Carl Zeiss